# Kemal Kılıçdaroğlu
Kemal Kılıçdaroğlu (phát âm [keˈmal kɯˌɫɯtʃ.daˈɾoːɫu] ⓘ; cũng được gọi bằng tên viết tắt là KK; sinh ngày 17 tháng 12 năm 1948) là một nhà chính trị Thổ Nhĩ Kỳ, là lãnh đạo của Đảng Nhân dân Cộng hòa (CHP) và là lãnh đạo phe đối lập từ năm 2010. Ông từng là thành viên quốc hội tại Istanbul từ năm 2002 đến năm 2015 và hiện là thành viên quốc hội tại kể từ ngày 7 tháng 6 năm 2015.